# جين مينيلوس
جين مينيلوس (بالإنجليزية: Jane Menelaus)‏ هي ممثلة أسترالية، ولدت في 1959 في أستراليا.

## أعمال

### أفلام
- (2000) الريشات[4]

## وصلات خارجية
- جين مينيلوس على موقع IMDb (الإنجليزية)
- جين مينيلوس على موقع قاعدة بيانات الفيلم (الإنجليزية)